# 喬拉尼鄉
44°50′N 26°24′E / 44.833°N 26.400°E
喬拉尼鄉（羅馬尼亞語：Comuna Ciorani, Prahova），是羅馬尼亞的鄉份，位於該國中南部，由普拉霍瓦縣負責管轄，處於布加勒斯特以北50公里，每年平均降雨量971毫米，海拔高度77米，2007年人口7,103。